# ファビオ・カルヴァーリョ
ファビオ・レアンドロ・フレイタス・ゴウヴェイア・カルヴァーリョ（Fábio Leandro Freitas Gouveia Carvalho、2002年8月30日 - ）は、ポルトガル・リスボン県トーレス・ヴェドラス出身のサッカー選手。ブレントフォードFC所属。ポジションはMF。

## クラブ経歴

### フラム
リスボン郊外のトーレス・ヴェドラス出身。9歳の時にSLベンフィカのユースアカデミーに入所するも、12の時に一家で渡英。2014年にフラムFCのユースアカデミーに入所。2017年にU-18ユースチームに昇格。2017-18シーズンはU-18ユースリーグで8試合の出場ながら3ゴールを記録。翌2018-19シーズンも同リーグで8ゴールを決めたところでU-23チームに昇格。2019-20シーズンもユースリーグで計9ゴールを決め、2020年5月22日にプロ契約を締結。
プロ1年目となった2020-21シーズンは、プレミアリーグ2で11ゴールを決め、2021年5月にトップチームに昇格。2日のチェルシーFC戦でプロデビュー。15日のサウサンプトンFC戦でプロ初先発。後半30分にプロ初ゴールを決めたものの、試合は1-3で敗戦。チームは2020-21シーズン18位に終わり、1年でEFLチャンピオンシップ (2部リーグ)に降格。
2021-22シーズンは先発に定着し、チームを牽引。2022年1月にはリヴァプールFCからの関心が報じられ、獲得に迫っていたとも報じられた。

### リヴァプール
2022年5月、リヴァプールへの移籍が決まり、5年契約を締結したことが発表された。8月31日、第5節のニューカッスル戦では、アディショナルタイムに決勝ゴールを決めて勝利に貢献した。

### RBライプツィヒ
2023年6月30日、RBライプツィヒへのレンタル移籍が発表された。

### ハル・シティ
2024年1月10日、ハル・シティにシーズン終了までのレンタル移籍で加入。

### ブレントフォード
2024年8月12日、ブレントフォードFCに移籍した。

## 代表経歴
プロデビュー前の2017年から、ユース世代のイングランド代表に随時招集されていたが、2022年からはU-21ポルトガル代表でプレーしている。

## タイトル

### クラブ
フラム
- EFLチャンピオンシップ: 2021-22

リヴァプール
- FAコミュニティ・シールド: 2022

RBライプツィヒ
- DFLスーパーカップ: 2023